# Al-Wàthiq I (abbàssida del Caire)
Abu-Ishaq Ibrahim al-Wàthiq —àrab: أبو إسحاق إبراهيم الواثق, Abū Isḥāq Ibrāhīm al-Wāṯiq—, més conegut pel seu làqab com a al-Wàthiq I (segle xiv), fou califa abbàssida del Caire (1340-1342), sota la tutela dels mamelucs d'Egipte.